# Binissalem
Binissalem, en catalan et officiellement (Binisalem en castillan), est une commune d'Espagne de l'île de Majorque dans la communauté autonome des Îles Baléares. Elle est située au centre-ouest de l'île et fait partie de la comarque du Raiguer.

## Géographie

### Situation

Localisation de l'île Majorque dans les Îles Baléares.
Localisation de Binissalem dans l'île de Majorque.
Localisation de la comarque du Raiguer dans l'île de Majorque.

### Sources
- (es) Varaciones de los municipios de España desde 1842, Ministerio de administraciones públicas, octobre 2008, 364 p. (lire en ligne) [PDF]